# 1. Fußball-Club Magdeburg 2015-2016
Questa voce raccoglie le informazioni riguardanti il 1. Fußball-Club Magdeburg nelle competizioni ufficiali della stagione 2015-2016.

## Stagione
Nella stagione 2015-2016 il Magdeburgo, allenato da Jens Härtel, concluse il campionato di 3. Liga al 4º posto.

## Rosa
| N. |                        | Ruolo | Calciatore            |
| -- | ---------------------- | ----- | --------------------- |
| 1  | Germania (bandiera)    | P     | Matthias Tischer      |
| 2  | Rep. Ceca (bandiera)   | D     | Lukás Novy            |
| 3  | Germania (bandiera)    | D     | Christopher Handke    |
| 4  | Germania (bandiera)    | D     | Silvio Bankert        |
| 5  | Germania (bandiera)    | D     | Felix Schiller        |
| 6  | Germania (bandiera)    | C     | Jan Löhmannsröben     |
| 7  | Germania (bandiera)    | A     | Lars Fuchs            |
| 8  | Germania (bandiera)    | D     | Steffen Puttkammer    |
| 9  | Germania (bandiera)    | A     | Manuel Farrona-Pulido |
| 10 | Germania (bandiera)    | D     | Nico Hammann          |
| 11 | Germania (bandiera)    | A     | Christian Beck        |
| 12 | Germania (bandiera)    | P     | Jan Glinker           |
| 13 | Stati Uniti (bandiera) | D     | Ryan Malone           |

| N. |                      | Ruolo | Calciatore          |
| -- | -------------------- | ----- | ------------------- |
| 14 | Germania (bandiera)  | C     | Niklas Brandt       |
| 15 | Germania (bandiera)  | C     | Kevin Kruschke      |
| 16 | Germania (bandiera)  | D     | Nils Butzen         |
| 17 | Germania (bandiera)  | C     | Marius Sowislo      |
| 18 | Germania (bandiera)  | A     | Nicolas Hebisch     |
| 19 | Germania (bandiera)  | D     | Michel Niemeyer     |
| 20 | Sri Lanka (bandiera) | C     | Ahmed Waseem Razeek |
| 21 | Germania (bandiera)  | D     | David Kinsombi      |
| 22 | Canada (bandiera)    | D     | André Hainault      |
| 24 | Germania (bandiera)  | C     | Tarek Chahed        |
| 25 | Germania (bandiera)  | C     | Sebastian Ernst     |
| 27 | Turchia (bandiera)   | C     | Burak Altiparmak    |
| 30 | Germania (bandiera)  | P     | Lukas Cichos        |

## Organigramma societario
Area tecnica
- Allenatore: Jens Härtel
- Allenatore in seconda: Ronny Thielemann
- Preparatore dei portieri:
- Preparatori atletici:

## Calciomercato

### Sessione estiva
| Acquisti | Acquisti              | Acquisti          | Acquisti |
| R.       | Nome                  | da                | Modalità |
| -------- | --------------------- | ----------------- | -------- |
| A        | Manuel Farrona-Pulido | Wacker Nordhausen |          |
| D        | André Hainault        | Aalen             |          |
| C        | Jan Löhmannsröben     | Wacker Nordhausen |          |
| D        | Michel Niemeyer       | RB Lipsia II      |          |
| D        | Lukás Novy            | BFC Dynamo        |          |
| C        | Ahmed Waseem Razeek   | Union Berlino     |          |

| Cessioni | Cessioni           | Cessioni             | Cessioni |
| R.       | Nome               | a                    | Modalità |
| -------- | ------------------ | -------------------- | -------- |
| C        | Torge Bremer       | Germania Halberstadt |          |
| C        | Marcel Schlosser   | VfB Auerbach         |          |
| D        | Nico Hammann       | Sandhausen           |          |
| D        | René Lange         | Zwickau              |          |
| C        | Morris Schröter    | Zwickau              |          |
| A        | Matthias Steinborn | Babelsberg           |          |

### Sessione invernale
| Acquisti | Acquisti        | Acquisti              | Acquisti |
| R.       | Nome            | da                    | Modalità |
| -------- | --------------- | --------------------- | -------- |
| D        | David Kinsombi  | Eintracht Francoforte |          |
| C        | Sebastian Ernst | Hannover 96           |          |

| Cessioni | Cessioni     | Cessioni        | Cessioni |
| R.       | Nome         | a               | Modalità |
| -------- | ------------ | --------------- | -------- |
| C        | Sven Reimann | Carl Zeiss Jena |          |

## Risultati

### 3. Liga

#### Girone di andata
| Arbitro: | Ittrich |

|                    |           |         |
| Beck 60’ Fuchs 89’ | Marcatori | 31’ Erb |

| Arbitro: | Hussein |

|                          |           |                      |
| Parker 57’ Derstroff 64’ | Marcatori | 6’ Hebisch 20’ Fuchs |

| Arbitro: | Fritz |

|               |           |          |
| Beck 34’, 78’ | Marcatori | 1’ Osawe |

| Arbitro: | Schütz |

|             |           |                    |
| Ayçiçek 90’ | Marcatori | 65’ (rig.) Sowislo |

| Arbitro: | Siebert |

|                     |           |  |
| Beck 20’ Brandt 77’ | Marcatori |  |

| Arbitro: | Kempkes |

|                             |           |          |
| Rahn 26’ (rig.), 29’ (rig.) | Marcatori | 19’ Beck |

| Arbitro: | Schult |

|                           |           |  |
| Sowislo 49’ Beck 61’, 72’ | Marcatori |  |

| Arbitro: | Dietz |

|                      |           |  |
| Braun-Schumacher 36’ | Marcatori |  |

| Arbitro: | Hartmann |

|             |           |                     |
| Sowislo 21’ | Marcatori | 6’ Müller 88’ Morys |

| Arbitro: | Jablonski |

|                     |           |                |
| Hainault 48’ (aut.) | Marcatori | 68’ Altiparmak |

| Arbitro: | Meyer |

|                      |           |                                |
| Beck 55’, 90’ (rig.) | Marcatori | 59’ Sukuta-Pasu 66’ Mattuschka |

| Kiel 2 ottobre 2015, ore 19:00 CEST 12ª giornata | Holstein Kiel | 0 – 0 referto | Magdeburgo | Holstein-Stadion (6 515 spett.)\| Arbitro: \| Alt \| |
| Arbitro:                                         | Alt           |               |            |                                                      |

| Aue-Bad Schlema 18 ottobre 2015, ore 14:00 CEST 13ª giornata | Erzgebirge Aue | 0 – 0 referto | Magdeburgo | Sparkassen-Erzgebirgsstadion (10 050 spett.)\| Arbitro: \| Stark \| |
| Arbitro:                                                     | Stark          |               |            |                                                                     |

| Arbitro: | Dietz |

|            |           |  |
| Malone 84’ | Marcatori |  |

| Arbitro: | Brych |

|                                     |           |                               |
| Eilers 21’ (rig.), 81’ Testroet 73’ | Marcatori | 35’ Farrona-Pulido 89’ Malone |

| Arbitro: | Jöllenbeck |

|                                |           |  |
| Beck 10’ Fuchs 45’ Sowislo 81’ | Marcatori |  |

| Arbitro: | Badstübner |

|                  |           |  |
| Rizzi 83’ (rig.) | Marcatori |  |

| Arbitro: | Schlager |

|                 |           |                       |
| Razeek 28’, 38’ | Marcatori | 85’ Vier 90’ Gabriele |

| Arbitro: | Bläser |

|             |           |          |
| Fennell 88’ | Marcatori | 42’ Beck |

#### Girone di ritorno
| Arbitro: | Kampka |

|  |           |                    |
|  | Marcatori | 8’ Brandt 14’ Beck |

| Arbitro: | Mix |

|                    |           |               |
| Beck 12’, 37’, 68’ | Marcatori | 39’ Derstroff |

| Arbitro: | Brand |

|                |           |               |
| Lindenhahn 32’ | Marcatori | 5’, 68’ Ernst |

| Arbitro: | Weiner |

|            |           |            |
| Chahed 46’ | Marcatori | 88’ Kazior |

| Chemnitz 5 febbraio 2016, ore 17:00 CET 24ª giornata | Chemnitz   | 0 – 0 referto | Magdeburgo | Stadion an der Gellertstraße (8 278 spett.)\| Arbitro: \| Willenborg \| |
| Arbitro:                                             | Willenborg |               |            |                                                                         |

| Magdeburgo 13 febbraio 2016, ore 14:00 CET 25ª giornata | Magdeburgo | 0 – 0 referto | Fortuna Colonia | MDCC-Arena (14 924 spett.)\| Arbitro: \| Reichel \| |
| Arbitro:                                                | Reichel    |               |                 |                                                     |

| Arbitro: | Dietz |

|                 |           |  |
| Savran 34’, 70’ | Marcatori |  |

| Arbitro: | Storks |

|                     |           |              |
| Ernst 2’ Chahed 32’ | Marcatori | 66’ Abruscia |

| Aalen 2 marzo 2016, ore 18:30 CET 28ª giornata | Aalen | 0 – 0 referto | Magdeburgo | Scholz-Arena (4 555 spett.)\| Arbitro: \| Bokop \| |
| Arbitro:                                       | Bokop |               |            |                                                    |

| Arbitro: | Schriever |

|                                                     |           |            |
| Sowislo 24’, 90’ (rig.) Farrona-Pulido 39’ Beck 76’ | Marcatori | 42’ Kofler |

| Arbitro: | Schmidt |

|                     |           |  |
| Michel 8’ Kauko 45’ | Marcatori |  |

| Arbitro: | Waschitzki-Günther |

|  |           |             |
|  | Marcatori | 28’ Schwenk |

| Arbitro: | Winkmann |

|  |           |                                |
|  | Marcatori | 18’, 38’ Köpke 44’ Skarlatidis |

| Wiesbaden 8 aprile 2016, ore 19:00 CEST 33ª giornata | Wehen Wiesbaden | 0 – 0 referto | Magdeburgo | BRITA-Arena (3 002 spett.)\| Arbitro: \| Schult \| |
| Arbitro:                                             | Schult          |               |            |                                                    |

| Arbitro: | Gräfe |

|                                 |           |                         |
| Niemeyer 41’ Farrona-Pulido 60’ | Marcatori | 63’ Testroet 67’ Eilers |

| Arbitro: | Willenborg |

|              |           |               |
| Schweers 45’ | Marcatori | 16’, 89’ Beck |

| Arbitro: | Siewer |

|                                                            |           |  |
| Niemeyer 27’ Beck 35’ Farrona-Pulido 51’ Löhmannsröben 85’ | Marcatori |  |

| Arbitro: | Bokop |

|  |           |             |
|  | Marcatori | 46’ Sowislo |

| Arbitro: | Osmers |

|  |           |             |
|  | Marcatori | 14’ Soriano |

## Statistiche

### Statistiche di squadra
| Competizione | Punti | In casa | In casa | In casa | In casa | In casa | In casa | In trasferta | In trasferta | In trasferta | In trasferta | In trasferta | In trasferta | Totale | Totale | Totale | Totale | Totale | Totale | DR  |
| Competizione | Punti | G       | V       | N       | P       | Gf      | Gs      | G            | V            | N            | P            | Gf           | Gs           | G      | V      | N      | P      | Gf     | Gs     | DR  |
| ------------ | ----- | ------- | ------- | ------- | ------- | ------- | ------- | ------------ | ------------ | ------------ | ------------ | ------------ | ------------ | ------ | ------ | ------ | ------ | ------ | ------ | --- |
| 3. Liga      | 56    | 19      | 10      | 5       | 4       | 34      | 19      | 19           | 4            | 9            | 6            | 15           | 18           | 38     | 14     | 14     | 10     | 49     | 37     | +12 |
| Totale       | 56    | 19      | 10      | 5       | 4       | 34      | 19      | 19           | 4            | 9            | 6            | 15           | 18           | 38     | 14     | 14     | 10     | 49     | 37     | +12 |

### Andamento in campionato
| Giornata  | 1 | 2 | 3 | 4 | 5 | 6 | 7 | 8 | 9 | 10 | 11 | 12 | 13 | 14 | 15 | 16 | 17 | 18 | 19 | 20 | 21 | 22 | 23 | 24 | 25 | 26 | 27 | 28 | 29 | 30 | 31 | 32 | 33 | 34 | 35 | 36 | 37 | 38 |
| --------- | - | - | - | - | - | - | - | - | - | -- | -- | -- | -- | -- | -- | -- | -- | -- | -- | -- | -- | -- | -- | -- | -- | -- | -- | -- | -- | -- | -- | -- | -- | -- | -- | -- | -- | -- |
| Luogo     | C | T | C | T | C | T | C | T | C | T  | C  | T  | T  | C  | T  | C  | T  | C  | T  | T  | C  | T  | C  | T  | C  | T  | C  | T  | C  | T  | C  | C  | T  | C  | T  | C  | T  | C  |
| Risultato | V | N | V | N | V | P | V | P | P | N  | N  | N  | N  | V  | P  | V  | P  | N  | N  | V  | V  | V  | N  | N  | N  | P  | V  | N  | V  | P  | P  | P  | N  | N  | V  | V  | V  | P  |
| Posizione | 4 | 6 | 2 | 3 | 2 | 3 | 2 | 5 | 8 | 8  | 7  | 7  | 7  | 4  | 6  | 5  | 7  | 7  | 7  | 6  | 4  | 4  | 4  | 4  | 5  | 5  | 5  | 5  | 4  | 5  | 6  | 6  | 6  | 6  | 6  | 6  | 4  | 4  |

Legenda:

Luogo: C = Casa; T = Trasferta. Risultato: V = Vittoria; N = Pareggio; P = Sconfitta.

### Statistiche dei giocatori
| B. Altiparmak     | 24 | 1  | 5  | 0 |
| S. Bankert        | 12 | 0  | 3  | 0 |
| C. Beck           | 38 | 19 | 3  | 0 |
| N. Brandt         | 33 | 2  | 7  | 1 |
| N. Butzen         | 32 | 0  | 7  | 1 |
| T. Chahed         | 32 | 2  | 3  | 0 |
| L. Cichos         | 0  | 0  | 0  | 0 |
| S. Ernst          | 15 | 3  | 2  | 0 |
| M. Farrona-Pulido | 30 | 4  | 7  | 0 |
| L. Fuchs          | 19 | 3  | 3  | 0 |
| J. Glinker        | 36 | 0  | 0  | 0 |
| A. Hainault       | 18 | 0  | 4  | 0 |
| N. Hammann        | 13 | 0  | 0  | 0 |
| C. Handke         | 30 | 0  | 5  | 0 |
| N. Hebisch        | 21 | 1  | 2  | 0 |
| D. Kinsombi       | 11 | 0  | 2  | 0 |
| K. Kruschke       | 10 | 0  | 3  | 0 |
| J. Löhmannsröben  | 32 | 1  | 10 | 0 |
| R. Malone         | 9  | 2  | 0  | 0 |
| M. Niemeyer       | 18 | 2  | 1  | 0 |
| L. Novy           | 0  | 0  | 0  | 0 |
| S. Puttkammer     | 26 | 0  | 7  | 0 |
| A. Razeek         | 23 | 2  | 4  | 1 |
| S. Reimann        | 4  | 0  | 0  | 0 |
| F. Schiller       | 6  | 0  | 2  | 0 |
| M. Schlosser      | 1  | 0  | 0  | 0 |
| M. Sowislo        | 35 | 7  | 4  | 0 |
| M. Tischer        | 2  | 0  | 0  | 0 |